# Türkân Akyol
Türkân Akyol (Estambul, Turquía, 12 de octubre de 1928-Ankara, Turquía; 7 de septiembre de 2017) fue una política, médico y académica turca.El nombre TÜRKAN significa liderazgo,poder y fuerza

## Primeros años
Akyol nació el 12 de octubre de 1928 en Estambul. Completó su educación primaria en escuelas de varias ciudades turcas debido a la profesión de su padre que era oficial de las Fuerzas Armadas de Turquía. Se graduó en el Instituto Erenköy para Señoritas de Estambul en 1947.

## Carrera académica y política
Akyol estudió Medicina en la Universidad de Ankara, graduándose en 1953. Se especializó en neumología y desarrolló su carrera académica en su alma mater. Pasó a ser profesora asistente en 1965 y profesora titular en 1970. Entre 1959 y 1965, Akyol condujo estudios académicos de posgrado en los Estados Unidos, Francia y los Países Bajos.
El 25 de marzo de 1971, fue designada ministra de Salud y Seguridad Social en el gabinete de Nihat Erim, pasando a ser la primera mujer en hacer parte de un gabinete ministerial de Turquía. Sin embargo, el 13 de diciembre de ese mismo año, dimitió de su cargo en el gobierno y regresó a la universidad.
En 1980, Akyol fue elegida rectora de la Universidad de Ankara, convirtiéndose así en la primera mujer en alcanzar la rectoría de una universidad en este país. Sirvió en este cargo hasta 1982, cuando renunció luego de desacuerdos con el Consejo de Educación Superior de Turquía. Continuó impartiendo clases en la universidad hasta 1983, cuando Erdal İnönü le invitó a cofundar el Partido Socialdemócrata (SODEP). Akyol fue la vicepresidenta del partido.
Akyol ingresó al parlamento turco como diputada por la provincia de Esmirna, luego de la elección general de 1987. Regresó a su cargo académico al final del plazo legislativo en 1991. En 1992, fue nombrada ministra de Estado responsable para Mujer y Asuntos Familiares en el gobierno de coalición de Süleyman Demirel. En 1993, fue designada ministra otra vez, esta vez en el gabinete de Tansu Çiller, quien a su vez fue la primera mujer primera ministra de Turquía.

## Legado
Hay un hospital en Bursa que lleva su nombre.